# 神城站

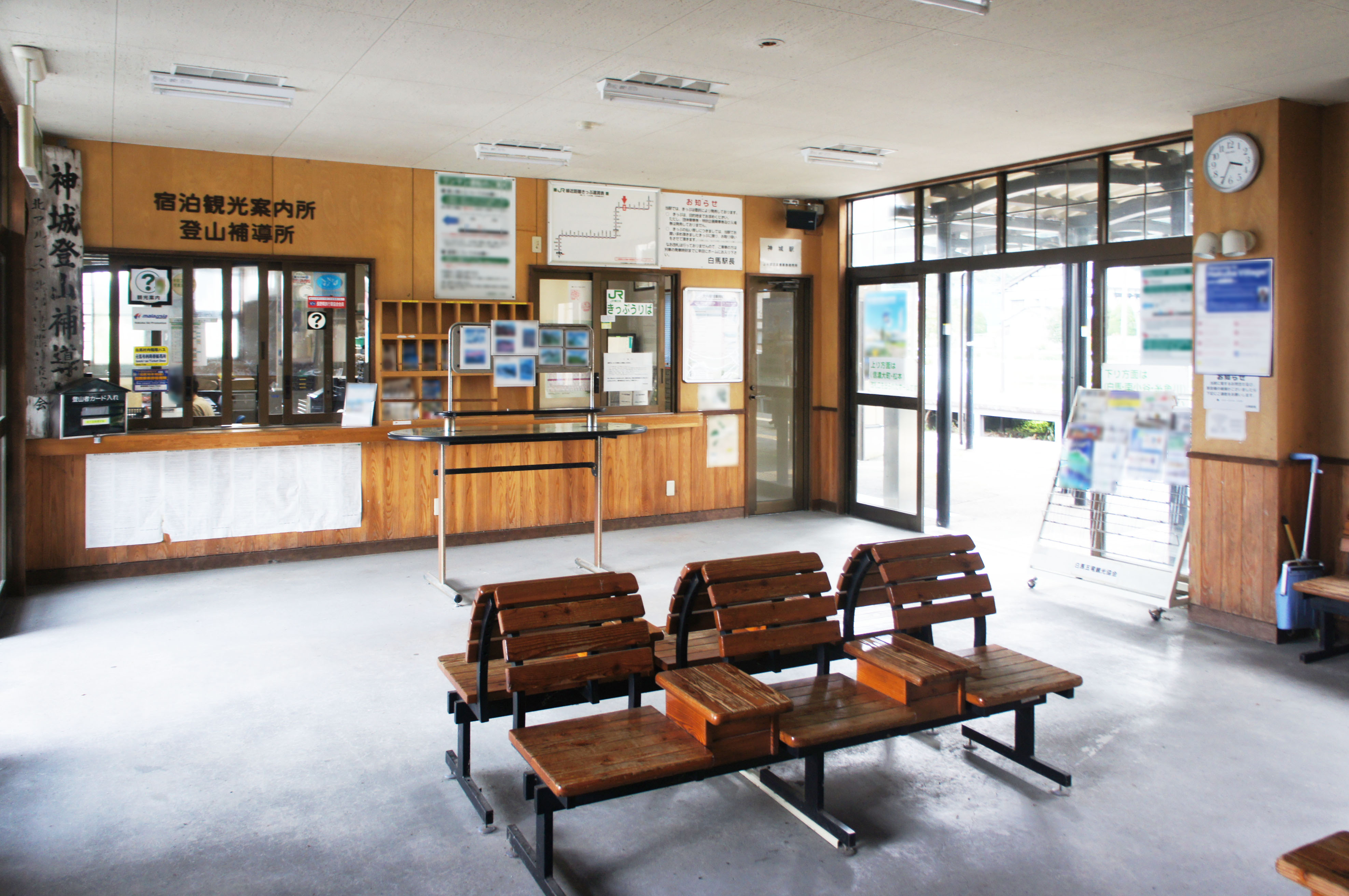
車站內部(2021年8月)

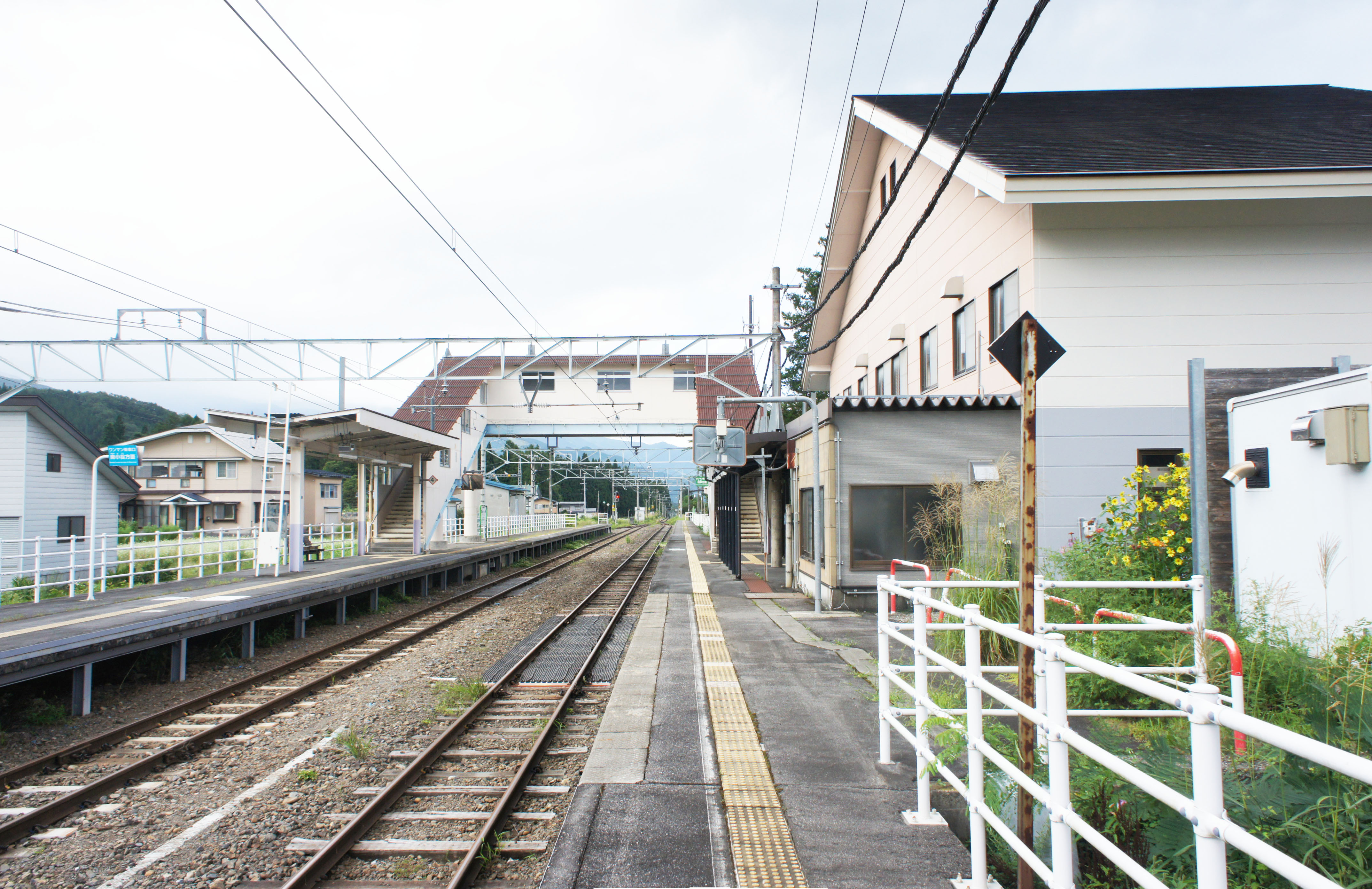
月台(2021年8月)

神城站（日语：／ Kamishiro eki */?）是位於長野縣北安曇郡白馬村大字神城，屬於東日本旅客鐵道（JR東日本）的大糸線車站。車站編號是15。

## 歷史

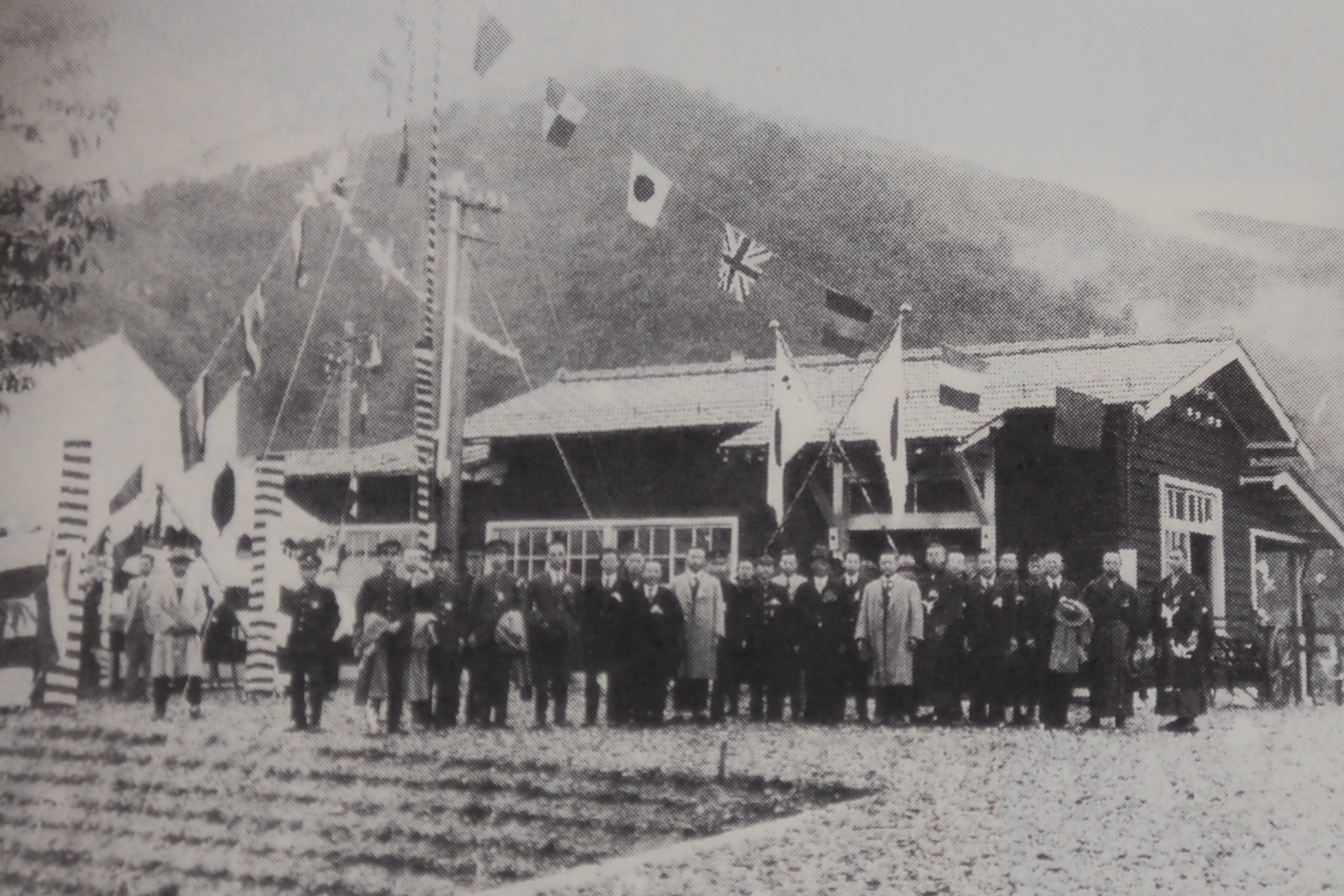
神城站啟用典禮

- 1930年（昭和5年）10月25日：國鐵大糸南線簗場站至此站之間開通，此站啟用[3]。為旅客和貨物車站。
- 1932年（昭和7年）11月20日：此站至信濃森上站之間開通[3]。
- 1957年（昭和32年）8月15日：中土站至小瀧站之間開通，全線開通並改名為大糸線[3]。
- 1959年（昭和34年）7月17日：信濃大町站至信濃四谷站（現時：白馬站）之間電氣化[4]。
- 1978年（昭和53年）：結束貨物起卸業務[2]。
- 1982年（昭和57年）：站前廣場進行工程[5]。
- 1987年（昭和62年）4月1日：伴隨國鐵分割民營化，車站由東日本旅客鐵道（JR東日本）營運[6][7]。
- 1997年（平成9年）12月：車站大樓進行翻新。重建為一座鋼架2層高的建築物[1]。
- 2014年（平成26年）
  - 11月22日：發生長野縣神城斷層地震，信濃大町站至糸魚川站之間暫停運行[新聞 1]。
  - 11月25日：信濃大町站至白馬站之間重開[新聞 2]。

## 車站構造
本站是地面車站，設有1面1線的單式月台和1面2線島式月台，可進行列車交會。月台可容納7卡車廂。若9卡編成的特急「梓」（3、11號）停靠此站時，會實施選擇性車門操作。現時的站房是由當地居民和企業支付建設費而建成。本站是由白馬站管理的簡易委託車站。

### 月台
| 月台 | 路線    | 上下行 | 方向       |
| ---- | ------- | ------ | ---------- |
| 1    | ■大糸線 | 上行   | 松本方向   |
| 2    | ■大糸線 | 下行   | 南小谷方向 |

## 使用狀況
根據JR東日本，2019年度（令和元年度）的1日平均乘車人次為40人。
以下近年乘車人次變化列表：
| 乘車人員變化       | 乘車人員變化     | 乘車人員變化    |
| 年度               | 1日平均 乘車人次 | 參考資料        |
| ------------------ | ---------------- | --------------- |
| 2000年（平成12年） | 100              | [ 利用客数 2 ]  |
| 2001年（平成13年） | 91               | [ 利用客数 3 ]  |
| 2002年（平成14年） | 84               | [ 利用客数 4 ]  |
| 2003年（平成15年） | 89               | [ 利用客数 5 ]  |
| 2004年（平成16年） | 81               | [ 利用客数 6 ]  |
| 2005年（平成17年） | 82               | [ 利用客数 7 ]  |
| 2006年（平成18年） | 73               | [ 利用客数 8 ]  |
| 2007年（平成19年） | 73               | [ 利用客数 9 ]  |
| 2008年（平成20年） | 68               | [ 利用客数 10 ] |
| 2009年（平成21年） | 63               | [ 利用客数 11 ] |
| 2010年（平成22年） | 56               | [ 利用客数 12 ] |
| 2011年（平成23年） | 58               | [ 利用客数 13 ] |
| 2012年（平成24年） | 58               | [ 利用客数 14 ] |
| 2013年（平成25年） | 54               | [ 利用客数 15 ] |
| 2014年（平成26年） | 48               | [ 利用客数 16 ] |
| 2015年（平成27年） | 48               | [ 利用客数 17 ] |
| 2016年（平成28年） | 46               | [ 利用客数 18 ] |
| 2017年（平成29年） | 37               | [ 利用客数 19 ] |
| 2018年（平成30年） | 40               | [ 利用客数 20 ] |
| 2019年（令和元年） | 40               | [ 利用客数 1 ]  |

## 車站周邊
車站周邊設有許多住宅。
- 國道148號（日语：国道148号）
- 道之驛白馬（日语：道の駅白馬）[1]
- 白馬五龍滑雪場（日语：白馬五竜スキー場）[1]

## 巴士路線
| 乘車處                                             | 路線名稱                         | 主要途經               | 目的地                 | 巴士公司                             | 備註       |
| -------------------------------------------------- | -------------------------------- | ---------------------- | ---------------------- | ------------------------------------ | ---------- |
| 神城站前                                           |                                  |                        | 信州松本機場           | 南安的士                             | 預約制     |
| 白馬五龍巴士站 （於國道148號上 從車站步行約3分鐘） | 中央高速巴士 新宿-安曇野·白馬線  |                        | Busta新宿（新宿站）    | 京王巴士東 Alpico交通 Alpico交通東京 |            |
| 白馬五龍巴士站 （於國道148號上 從車站步行約3分鐘） | 白馬-成田機場線                  |                        | 成田國際機場           | Alpico交通東京                       | 只限冬季   |
| 白馬五龍巴士站 （於國道148號上 從車站步行約3分鐘） | 白馬-羽田機場線                  |                        | 羽田機場               | Alpico交通東京 羽田京急巴士          | 只限冬季   |
| 白馬五龍巴士站 （於國道148號上 從車站步行約3分鐘） | 東京-白馬線 （白馬Snow Magic號） |                        | 東京站日本橋出口       | Alpico交通                           | 只限冬季   |
| 白馬五龍巴士站 （於國道148號上 從車站步行約3分鐘） | 大阪·京都-白馬線                 | 京都站八條口、新大阪站 | 阪急三番街高速巴士總站 | Alpico交通                           | 季節性服務 |
| 白馬五龍巴士站 （於國道148號上 從車站步行約3分鐘） | 長野-白馬線                      | 美麻、千見             | 長野站東出口           | Alpico交通                           |            |
| 白馬五龍巴士站 （於國道148號上 從車站步行約3分鐘） | 松本-白馬線 （白馬Snow Magic號） | 松本交匯處前           | 松本巴士總站           | Alpico交通                           | 冬季運行   |

## 相鄰車站
東日本旅客鐵道（JR東日本）
■大糸線
快速
簗場（18）－神城（15）－白馬（13）
普通
南神城（16）－神城（15）－飯森（14）

## 注腳

### 報道發表資料
1. 1 2   (PDF) (新闻稿). 東日本旅客鉄道長野支社. 2016-12-07  [2016-12-08]. （原始内容 (PDF)存档于2016-12-08） （日语）.

### 新聞
1. ↑  “41人けが、全壊34棟 長野北部地震、余震70回に”. 中日新聞 (中日新聞社). (2014年11月24日)
2. ↑  “長靴姿で登校、大糸線が一部再開 県神城断層地震”. 中日新聞 (中日新聞社). (2014年11月26日)

### 使用狀況
1. 1 2  各駅の乗車人員（2019年度） （页面存档备份，存于）（日語） - 東日本旅客鐵道
2. ↑  各駅の乗車人員（2000年度） （页面存档备份，存于）（日語） - 東日本旅客鐵道
3. ↑  各駅の乗車人員（2001年度） （页面存档备份，存于）（日語） - 東日本旅客鐵道
4. ↑  各駅の乗車人員（2002年度） （页面存档备份，存于）（日語） - 東日本旅客鐵道
5. ↑  各駅の乗車人員（2003年度） （页面存档备份，存于）（日語） - 東日本旅客鐵道
6. ↑  各駅の乗車人員（2004年度） （页面存档备份，存于）（日語） - 東日本旅客鐵道
7. ↑  各駅の乗車人員（2005年度） （页面存档备份，存于）（日語） - 東日本旅客鐵道
8. ↑  各駅の乗車人員（2006年度） （页面存档备份，存于）（日語） - 東日本旅客鐵道
9. ↑  各駅の乗車人員（2007年度） （页面存档备份，存于）（日語） - 東日本旅客鐵道
10. ↑  各駅の乗車人員（2008年度） （页面存档备份，存于）（日語） - 東日本旅客鐵道
11. ↑  各駅の乗車人員（2009年度） （页面存档备份，存于）（日語） - 東日本旅客鐵道
12. ↑  各駅の乗車人員（2010年度） （页面存档备份，存于）（日語） - 東日本旅客鐵道
13. ↑  各駅の乗車人員（2011年度） （页面存档备份，存于）（日語） - 東日本旅客鐵道
14. ↑  各駅の乗車人員（2012年度） （页面存档备份，存于）（日語） - 東日本旅客鐵道
15. ↑  各駅の乗車人員（2013年度） （页面存档备份，存于）（日語） - 東日本旅客鐵道
16. ↑  各駅の乗車人員（2014年度） （页面存档备份，存于）（日語） - 東日本旅客鐵道
17. ↑  各駅の乗車人員（2015年度） （页面存档备份，存于）（日語） - 東日本旅客鐵道
18. ↑  各駅の乗車人員（2016年度） （页面存档备份，存于）（日語） - 東日本旅客鐵道
19. ↑  各駅の乗車人員（2017年度） （页面存档备份，存于）（日語） - 東日本旅客鐵道
20. ↑  各駅の乗車人員（2018年度） （页面存档备份，存于）（日語） - 東日本旅客鐵道

## 外部連結
- 車站資訊（神城）：東日本旅客鐵道（日語）